# International Superstar Soccer Pro 98
International Superstar Soccer Pro 98, más conocido por su abreviatura ISS Pro 98 (en Japón, Winning Eleven 3), es la segunda entrega de la saga de videojuegos ISS Pro (actual Pro Evolution Soccer), desarrollada por Konami Computer Entertainment Tokyo.
El juego salió a la venta en 1998 y ha contado con distintas versiones, como el juego con las licencias de los clubes de la liga japonesa de fútbol o una actualización lanzada en 1999, que incluía todas las plantillas actualizadas de la Copa Mundial de fútbol 1998.

## Características
Respecto a la primera entrega para PlayStation, ISS Pro 98 introdujo mejoras en la jugabilidad y retoques gráficos. El cambio más importante es que, por primera vez en la saga, se podían cambiar las estrategias en tiempo real. Así, el jugador podía adelantar o retrasar la posición de los jugadores durante el partido, sin necesidad de pausarlo. Existen cinco niveles de dificultad, y cada equipo cuenta con 18 jugadores. El juego cuenta con una barra de potencia, que marca la fuerza de los pases y tiros.
El juego introdujo nuevos torneos y modos, que marcaron el desarrollo de la saga en títulos posteriores. En el modo de Copa, destaca la inclusión de un modo similar a la Copa Mundial de Fútbol, con participación de 32 equipos de todo el mundo. En ese sentido, se pueden elegir hasta 40 selecciones, con ocho nuevas incorporaciones, y el juego cuenta con todos los participantes del Mundial de 1998. Existen además torneos por continentes.
ISS Pro 98 carecía de las licencias oficiales para Europa, por lo que todos los nombres de los jugadores son ficticios, aunque similares al original. Por ejemplo, Oliver Bierhoff aparece como Biatoff, mientras que Ronaldo es Ronarid. Para solucionarlo, el juego incluía un editor de nombres. Pese a la falta de licencias, la imagen oficial de la portada en Europa fue el delantero italiano Fabrizio Ravanelli, junto a Andreas Köpke (en la versión alemana), Paul Ince (versión inglesa) y Carlos Valderrama (versión para América).

## Otras versiones

### J. League Jikkyō Winning Eleven 3
Utiliza el mismo motor gráfico y menús que ISS Pro 98, pero está adaptado al mercado japonés como el juego oficial de la J. League, liga profesional del país. Las selecciones son sustituidas por los 17 equipos de la temporada 1997, que en este caso cuentan con todas las licencias oficiales. Los equipos, mascotas y nombres de los jugadores son los reales, incluidos los de futbolistas extranjeros como Julio Salinas o Txiki Begiristain. Otro de los aspectos más destacados es el apartado sonoro, que incluía cánticos reales de las aficiones.
Los torneos de ISS Pro 98 también fueron sustituidos por los campeonatos de clubes, como la Copa del Emperador. El sistema de liga japonés de esa época era distinto al de los campeonatos europeos, porque no contemplaba el empate. Se daban 3 puntos por victoria en tiempo reglamentario, 2 por victoria en la prórroga, y 1 por victoria en los penaltis.

### Winning Eleven 3: Final Ver.
Esta versión salió sólo para el mercado japonés en 1999. La mayoría de cambios corresponden al apartado gráfico, como retoques en las equipaciones, colores menos vivos o apariencia de las porterías. Sin embargo, también se solucionan algunos errores del juego original. En las plantillas, se amplió el número a 22 jugadores y se actualizaron todos los planteles internacionales, con los futbolistas convocados para el Mundial de 1998.
Los niveles de dificultad se redujeron a tres, y podía aumentarse el tiempo de juego desde cinco hasta treinta minutos. En los amistosos se podía elegir por primera vez equipación, y añadir una prórroga con penaltis o gol de oro. En jugabilidad, se mejoró la barra de potencia para disparos, con una nueva para los lanzamientos de córner, y se añadieron jugadas estratégicas como el pase de pared. Para dar más realismo, se incluyeron repeticiones de las mejores jugadas durante el partido, algo que en anteriores versiones sólo podía verse con los goles. Por último, se añadió un nuevo estadio muy similar al Stade de France.

## Equipos
El juego incluía a las 32 selecciones participantes del Mundial de 1998 más 8 selecciones que no clasificaron, así como a los equipos que conformaron el duelo entre Europa vs. Resto del Mundo
| - Alemania - Austria - Bélgica - Bulgaria - Croacia - Dinamarca - Escocia - España - Francia - Gales | - Grecia - Inglaterra - Irlanda - Irlanda del Norte - Italia - Noruega - Países Bajos - Portugal - Rumanía - Suecia | - Turquía - Yugoslavia - Camerún - Marruecos - Nigeria - Túnez - Sudáfrica - Argentina - Brasil - Chile | - Colombia - Estados Unidos - Jamaica - México - Paraguay - Australia - Arabia Saudita - Corea del Sur - Irán - Japón | - European All-Stars - World All-Stars |